# Darkglass
Darkglass Electronics és una companyia de fabricació d'equipament per baix elèctric fet a mà i que té la seu de la companyia a Helsinki, Finlàndia. Darkglass va ser fundada l'any per l'enginyer xilè Douglas Castro.
Des de la seva fundació, Darkglass ha posat al mercat deu models de pedals, i el seu primer amplificador D amp – Microtubes 900 - de classe alta va ser presentat l'any 2016.
Amb presència a 40 països i distribució exclusiva en països com Japó, Xina, EUA, Alemanya i el Canadà, els productes de Darkglass són actualment utilitzat per baixistes professionals com Billy Gould (Faith No More), Paul Turner (Jamiroquai), Ra Díaz (Suicidal Tendencies) i Tony Levin (King Crimson).

## Productes
La línia de productes de Darkglass inclou diversos pedals d'efectes per baix, incloent Overdrive, Compressor i Fuzz.

### Pedals d'efectes
- Alpha·Omicron: Overdrive amb Distorsió Doble
- Alpha·Omega: Plenament l'amplificador operatiu i té dos circuits diferents per distorsió
- Alpha·Omega Ultra
- Dualitat Fuzz: Dual Fuzz Engine
- Hyper Luminal: Compressor híbrid
- Microtubes B3K: Baix de CMOS Overdrive
- Microtubes B7K: Baix Analògic Preamp
- Microtubes B7K Ultra
- Microtubes X
- Microtubes X7
- Verema Microtubes: Baix Clàssic Overdrive
- Verema Deluxe: Baix Dinàmic Preamp
- Verema Ultra

### Preamps Onboard
- Tone Capsule

### Amplificador
- Alpha·Omega 900
- Microtubes 900
- Microtubes 500

### Productes discontinuats
- Harmònic Booster: FET Bass Preamp
- Opressor: Compressor òptic
- Super Simetria: Compressor 115 GeV